# Lettelberterplas

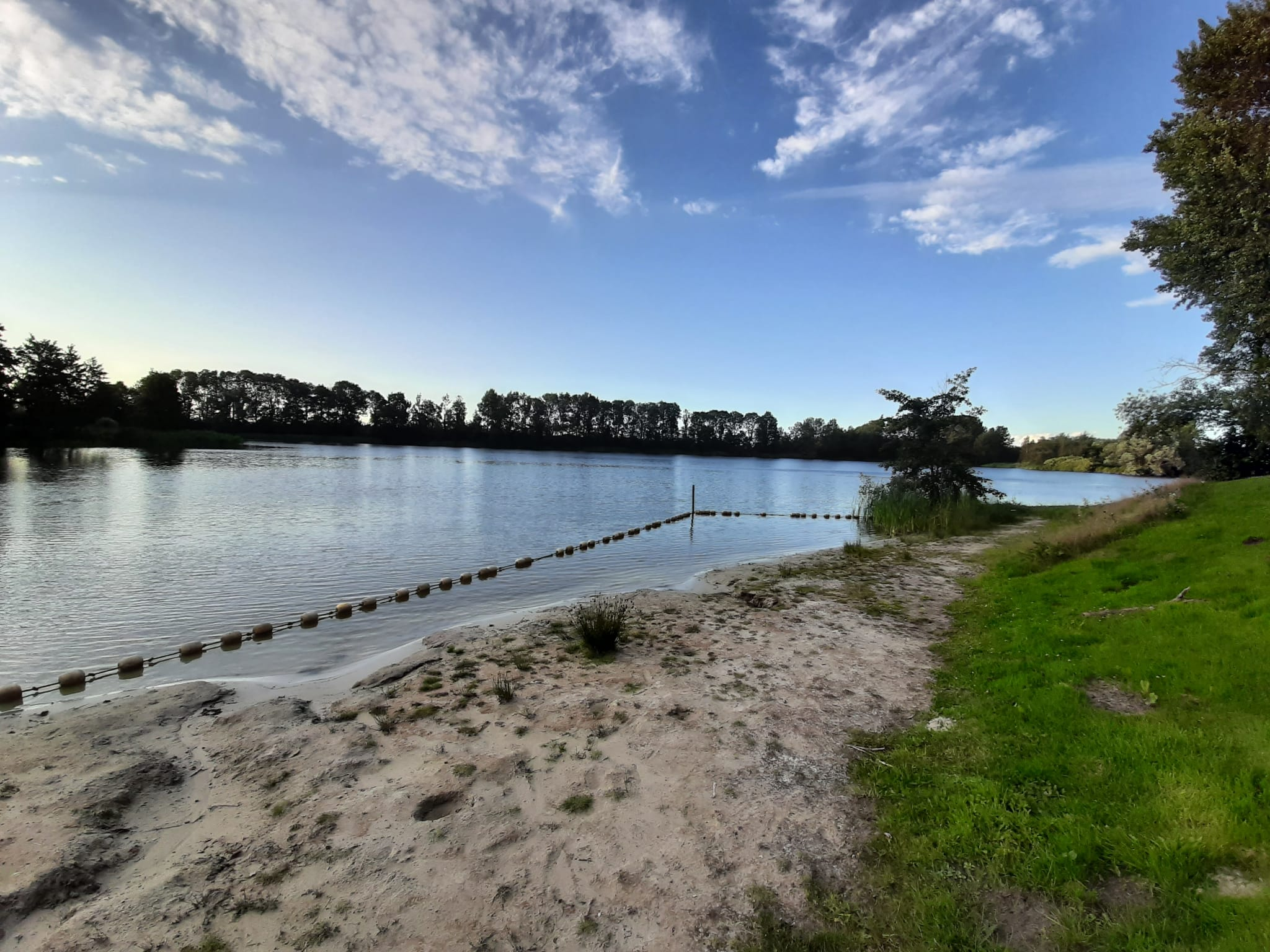
Lettelberterplas

De Lettelberterplas is een recreatieplas aan de noordzijde van de Hoofdstraat in het Nederlandse dorp Lettelbert, provincie Groningen. 

## Historie
De Lettelberterplas is rond 1960 ontstaan door zandwinning ten behoeve van de verdubbeling van de  Rijksweg A7. Het totale gebied beslaat een oppervlak van circa 14 ha, waarvan zo'n 75% uit water bestaat. De plas wordt in de volksmond ook wel Lettelbertergat genoemd. 

## Ligging
De plas is gelegen in het noorden van de gemeente Westerkwartier, direct aan de zuidzijde van de Rijksweg A7. De plas ligt ingesloten tussen het dorp Lettelbert en de Rijksweg A7. 

### Natuur
Langs de oostkant ligt het Lettelberterdiep. Omdat de plas wordt omgeven door houtopstand heeft de zwemlocatie een beschutte ligging. Behalve riet komen langs de oevers algemene oeverplanten voor zoals gele lis, harig wilgenroosje, Kattenstaart enkoningskruid. In de zwemzone ontbreken waterplanten. De plas lig net buiten het Natuurnetwerk Nederland, voorheen de Ecologische Hoofdstructuur (EHS).

## Recreatie
In de zomer wordt er veel gebruik gemaakt van het zwemstrandje aan de zuidkant van de plas. Bij het zwemstrand loopt de oever en de onderwaterbodem minder steil af. Buiten het strand is de oever grotendeels begroeid met struiken en bomen. 
Van 1 mei tot 1 oktober wordt de kwaliteit van het water gecontroleerd door  het waterschap Noorderzijlvest. Het is een van de 17 officiële zwemwaterlocaties van het schap.
Ook is de plas bekend bij vissers vanwege de aanwezigheid van karpers.